# Fenneviller
Fenneviller település Franciaországban, Meurthe-et-Moselle megyében. Lakosainak száma 105 fő (2022. január 1.). Fenneviller Badonviller, Pexonne, Saint-Maurice-aux-Forges és Sainte-Pôle községekkel határos.

## Népesség
A település népességének változása:
| Lakosok száma | 229  | 150  | 125  | 110  | 96   | 92   | 95   | 101  | 102  | 105  |
|               | 1968 | 1982 | 1990 | 2006 | 2013 | 2015 | 2017 | 2019 | 2020 | 2022 |